# 류영수
류영수(柳永洙, 1945년 5월 25일 ~ )은 대한민국의 전 야구 코치이다.

## 출신학교
- 대구칠성초등학교
- 경상중학교
- 대구상업고등학교